# (3818) Gorlitsa
(3818) Gorlitsa est un astéroïde de la ceinture principale.

## Description
(3818) Gorlitsa est un astéroïde de la ceinture principale. Il fut découvert le 20 août 1979 à Naoutchnyï par Nikolaï Tchernykh. Il présente une orbite caractérisée par un demi-grand axe de 2,37 UA, une excentricité de 0,18 et une inclinaison de 2,0° par rapport à l'écliptique.

## Compléments